# Liste der Naturdenkmäler im Bezirk Landeck
Die Liste der Naturdenkmäler im Bezirk Landeck listet alle als Naturdenkmal ausgewiesenen Objekte im Bezirk Landeck im Bundesland Tirol auf. Unter den neun Naturdenkmälern befinden sich insbesondere Hochmoore sowie ein See mit umliegenden Mooren, mehrere Bäume, ein Steinblock mit Gletschertöpfen und eine geschützte Gesteinsformation. Die erste Unterschutzstellung der gelisteten Naturdenkmäler erfolgte im Jahr 1968, die letzte im Jahr 2015.

## Naturdenkmäler
| Foto |                 | Name                                                  | ID      | Standort                                                                          | Beschreibung | Fläche | Datum |
| ---- | --------------- | ----------------------------------------------------- | ------- | --------------------------------------------------------------------------------- | --- | ------ | ----- |
| 1    | Datei hochladen | Fisser Gande                                          | ND_6_07 | Fiss KG: Fiss GrStNr: 2114; 2122/1, 2122/2; 2126; 2130; 2133; 2134; 2137 Standort | Die Fisser Gande ist eine Gesteinsformation mit weißlichen Felsblöcken in einer Höhe von 1820 bis 1920 Metern. Das Naturdenkmal umfasst Bergwald mit dichtem Fichtenbestand sowie Arten der alpinen Waldgrenze und der Zwergstrauchheide. Dadurch sind hier auch Latschen, kleinwüchsige Lärchen und Alpenrosen zu finden, zudem bilden Gemsheide und Flechten teppichartige Überzüge. |        | 1977  |
| 1    | Datei hochladen | Pillermoor am Pillersattel                            | ND_6_05 | Fließ KG: Fließ GrStNr: 5271/1 Standort                                           | Das Pillermoor ist ein Latschenhochmoor mit größeren freien Flächen. Es befindet sich in einer Sattelverebnung südwestlich des Weilers Piller in 1540 Metern Höhe. Charakteristische Pflanzen im Pillermoor sind neben den Latschen verschiedene Torfmoose (Sphagnum), die Moosbeere (Vaccinium oxycoccos), die Rosmarinheide (Andromeda polifolia) und der insektenfressende Rundblättrige Sonnentau (Drosera rotundifolia). |        | 1970  |
| 0 BW | Datei hochladen | Megablock mit mehreren Gletschertöpfen                | ND_6_10 | Kaunertal KG: Kaunertal Standort                                                  | Bei diesem Naturdenkmal handelt es sich um einen Megablock aus Kristallingestein, der mehrere Gletschertöpfe aufweist. Das Naturdenkmal befindet sich orographisch links der Fagge, südlich der Mautstelle der Kaunertaler Gletscherstraße. |        | 2009  |
| 1    | Datei hochladen | Wellingtonia "Sequoia Gigantea" – Mammutbaum          | ND_6_11 | Landeck KG: Landeck GrStNr: 63/3 Standort                                         | Der am Platz vor dem Rathaus stehende Riesenmammutbaum ist rund 100 Jahre alt und rund 25 m hoch. |        | 2013  |
| 1    | Datei hochladen | Alte Linde bei der Pfarrkirche Nauders                | ND_6_08 | Nauders KG: Nauders I GrStNr: 2 Standort                                          | Die geschützte Sommer-Linde befindet sich unterhalb der Pfarrkirche bzw. des Friedhofes von Nauders. |        | 1993  |
| 1    | Datei hochladen | Nauderer Schwarzer See                                | ND_6_04 | Nauders KG: Nauders I GrStNr: 3137; 3139/1 Standort                               | Der Schwarze See gehört zur Gemeinde Nauders und liegt auf 1725 Metern Höhe im sogenannten Tiefwald, einem Waldgebiet zwischen dem Kleinen und dem Großen Mutzkopf nahe der Staatsgrenze zur Schweiz. Zu dem rund 2,3 Hektar großen See gehört ein sich nördlich anschließendes Latschenhochmoor, südlich befindet sich Schwingrasen und ein Flachmoor. Hinzukommen Verlandungszonen im Westen. Im 19. Jahrhundert wurden an diesem Torfsee Torf gestochen, zeitweise wurde auch Wasser abgeleitet.                                     |        | 1968  |
| 0 BW | Datei hochladen | Hochmoore im Radurschltal                             | ND_6_06 | Pfunds KG: Pfunds GrStNr: 3281/1 Standort                                         | Im Radurschltal, einem rechtsufrigen Seitental des Inns bestehen mehrere Hochmoore, die nur von Regenwasser gespeist werden. Das Waldmoos befindet sich in 1690 m ü. A. südlich der Jagdhütte Wildmoos. Das Wildmoos ist ein Latschenhochmoor mit abgeschnittenen Latschen und einigen Birken. Auf den Bulten wachsen Rosmarinheide und Moosbeere, dazwischen gedeihen Torfmoose. Südwestlich liegt das geschützte Wildmoos, dass über einen Hang an der Forststraße entwässert, wobei sich dadurch eine Feuchtvegetation gebildet hat. |        | 1970  |
| 0 BW | Datei hochladen | Moorkomplex Sevondaschg im Radurschltal (Ochsenboden) | ND_6_09 | Pfunds KG: Pfunds bzw. Nauders I GrStNr: 3442/1 bzw. 3399 Standort                | Die rund sechs Hektar große Moorfläche ist ein subalpiner Moorkomplex, der zangenförmig von alpinen Wildbächen umflossen wird. Auf dem Gelände in einem Bergkar in einer Höhe von 2050 bis 2100 m ü. A. wachsen abgesehen von vereinzelten Zirbenkrüppeln keine Bäume. |        | 2007  |
| 1    | Datei hochladen | Esche bei der Kirche St. Vigil, Obsaurs               | ND_6_12 | Schönwies KG: Schönwies GrStNr: 2183/2 Standort                                   | Die große und mächtige Esche steht unmittelbar neben dem Weg südlich der Kirche St. Vigil in Obsaurs. Mit weit über 100 Jahren hat sie ein für diese Baumart ungewöhnlich hohes Alter. |        | 2015  |

| Foto:                    | Fotografie des Naturdenkmals. Klicken des Fotos erzeugt eine vergrößerte Ansicht. Daneben finden sich zwei Symbole: \| Weitere Bilder vorhanden \| Das Symbol bedeutet, dass weitere Fotos des Objekts verfügbar sind. Durch Klicken des Symbols werden sie angezeigt. \| \| Eigenes Foto hochladen \| Durch Klicken des Symbols können weitere Fotos des Objekts in das Medienarchiv Wikimedia Commons hochgeladen werden. \| |
| Name:                    | Bezeichnung des Naturdenkmals laut offiziellen Quellen |
| ID                       | Identifikator |
| Standort:                | Es ist die Gemeinde und falls vorhanden die Adresse angegeben. Darunter sind die Katastralgemeinde (KG) und die Grundstücksnummer angeführt. Durch Aufruf des Links Standort wird die Lage des Denkmals in verschiedenen Kartenprojekten angezeigt. |
| Beschreibung             | Kurze Beschreibung des Naturdenkmals |
| Fläche                   | Fläche des Naturdenkmals in Hektar (ha) |
| Datum                    | Datum oder Jahr der Unterschutzstellung |
| Weitere Bilder vorhanden | Das Symbol bedeutet, dass weitere Fotos des Objekts verfügbar sind. Durch Klicken des Symbols werden sie angezeigt. |
| Eigenes Foto hochladen   | Durch Klicken des Symbols können weitere Fotos des Objekts in das Medienarchiv Wikimedia Commons hochgeladen werden. |